# هارلم (هلند)
هارلم (به هلندی: Haarlem) شهری در هلند است. این شهر مرکز استان هلند شمالی است. در سال ۲۰۱۴، هارلم ۱۵۵٬۷۵۸ نفر جمعیت دارا بوده است. این شهر بر روی رود اسپارن و در فاصله ۲۰ کیلومتری از آمستردام قرار گرفته است.
هارلم مرکز پرورش گلهای زیبایی در هلند است.